# Calapurca
Calapurca o kalapurka (del aimara qala phurk'a, '[guiso preparado con] piedras ardientes') es el nombre que recibe una variedad de preparaciones gastronómicas de origen precolombino, típicas del área cultural andina. Básicamente, la calapurca es una sopa que, en algunas ocasiones, se calienta antes de servir con una o varias piedras precalentadas sobre brasas. En el norte de Argentina, Bolivia y Chile existen diversas preparaciones.

## Etimología
La mayoría de los lexicógrafos asigna al vocablo calapurca una procedencia quechua que puede encontrarse escrito como k'ala phurka o kalapurka. Sin embargo, según Rodolfo Cerrón-Palomino, es más congruente el origen aimara (qala, 'piedra', y phurk'a, 'asar', 'en las brasas' o 'en rescoldo').

## Historia
La preparación de alimentos con piedras calientes tiene antigua data en la zona andina. Se tienen indicios de que se comenzaron a hervir alimentos de este modo, antes de la aparición de la cerámica, en recipientes que permitieron contener agua, como cestas de cuero, calabaza o madera durante el periodo arcaico. En el siglo XVII, el sacerdote y cronista español Bernabé Cobo registró el término calapurca, utilizado por indígenas peruanos para cocinar cuy.

Comen los indios este animalejo con el cuero, pelándolo solamente como si fuera lechón, y es para ellos comida muy regalada; y suelen hacer un guisado dél entero, habiéndole sacado el vientre, con mucho ají y guijas lisas del río, que llaman calapurca, que quiere decir en la lengua aimará, «piedras del vientre», porque en este guisado echan las dichas guijas en el vientre del cuy; el cual potaje estiman los indios más que otro alguno de los delicados que los españoles hacen.
Bernabé Cobo, Historia del Nuevo Mundo.

La calapurca ha permanecido hasta el presente con una variedad de recetas tradicionales que incorporan los alimentos típicos de la zona —como el maíz pelado, la papa chuño y el ají de diversos tipos—, formando parte de la cultura andina y siendo consumida cotidianamente o en fiestas tradicionales.

## Variedades de calapurca

### Argentina
Tradicional del norte argentino, sus ingredientes principales son: ají molido, caldo de hueso de vacuno, cebollas, charqui, maíz pelado, papas y tomate. Consiste de una sopa picante que se sirve con una piedra caliente que le da un sabor tostado característico.

### Bolivia

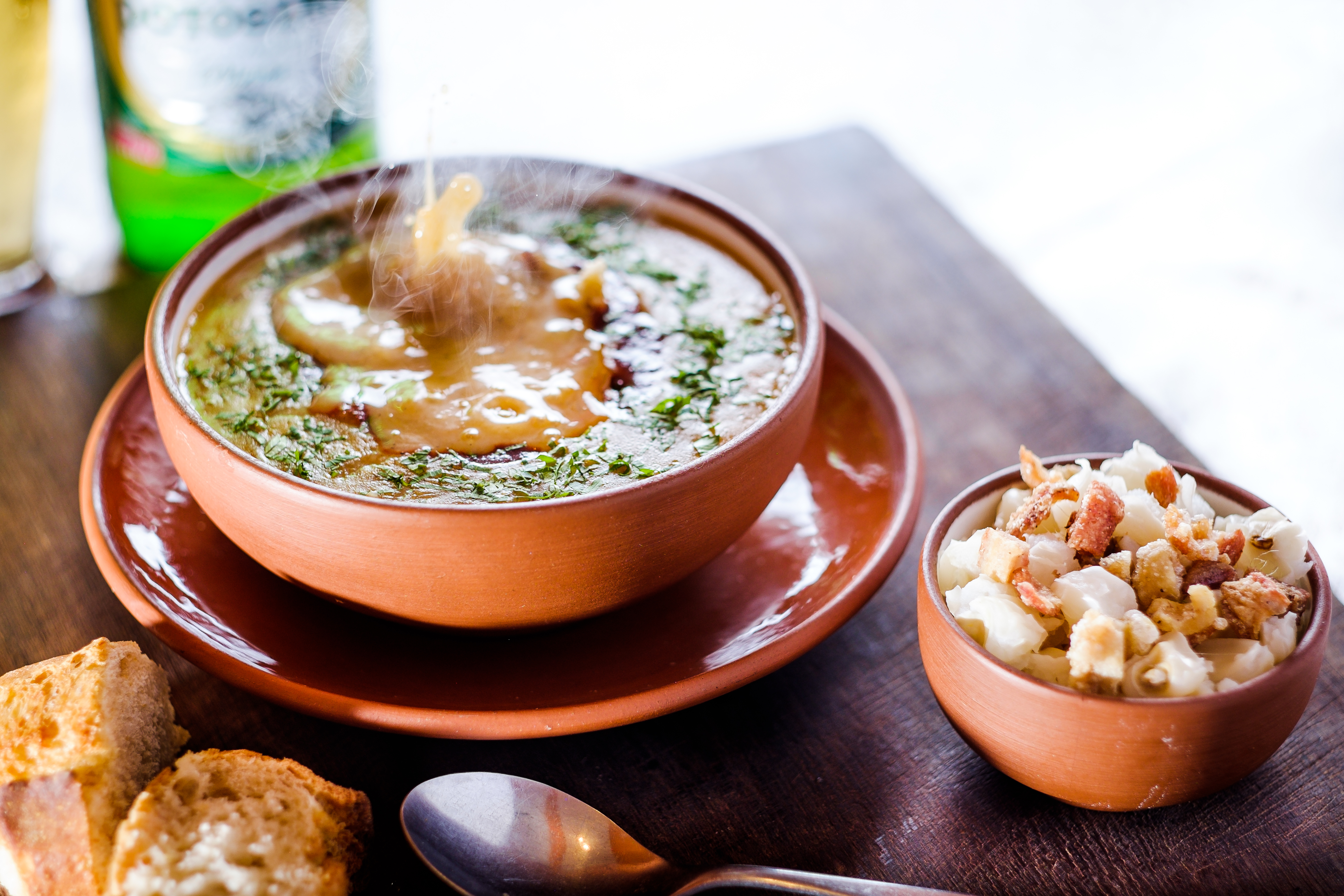
K´alapurca boliviana

Plato típico de la zona de Potosí, sus ingredientes principales son: ají molido, carne o charque de res, harina de maíz y papas. Conocida como k'alapurka, kalapurka,  o k'ala phurka, se trata de una lawa caliente que se sirve con una piedra caliente burbujeando en el plato.

### Chile

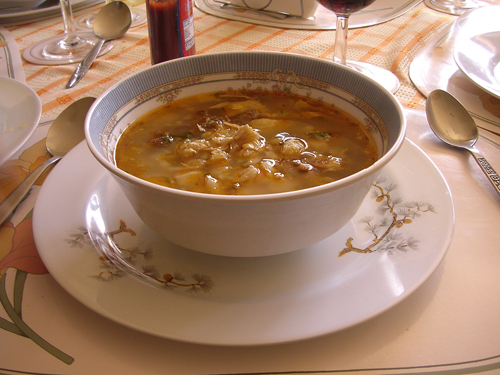
Calapurca en la mesa de un hogar de Iquique (Chile).

Tradicional del norte chileno, sus ingredientes principales son: ají de color, carne de vacuno, cordero, llamo, pollo, cebolla, cebollín, mote, papas y zanahorias. Se consume en las localidades cordilleranas y de los valles del norte chileno, generalmente durante fiestas tradicionales como un plato restaurador.

## Preparaciones similares
El uso de piedras calientes en esta preparación es muy similar al acostumbrado para el caldo de piedra en México. Además, se relaciona con otro tipo de preparaciones de origen precolombino en el continente americano, como la chashkin, el curanto, la huatia y la pachamanca, que utilizan piedras calentadas en brasas para cocer los alimentos; sin embargo, en otros continentes también existen preparaciones de este tipo.